# محمد اکبرخان

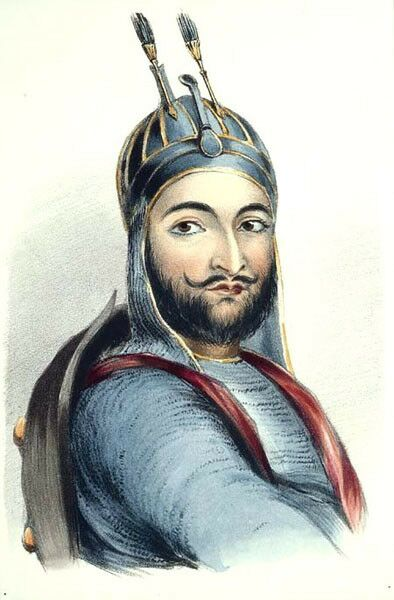
نقاشی منتسب به محمد اکبرخان

محمد اکبر (۱۸۱۶-۱۸۴۷م)(۱۱۹۵ - ۱۲۲۶خ) معروف به وزیر اکبرخان، امیر اکبرخان و شاه شجاع، سردار و امیر افغانستان از دودمان بارکزایی بود. وی چهارمین پسر دوست‌محمد خان، بنیان‌گذار سلسله بارکزایی است که از همسر پوپل‌زایی او به دنیا آمد. وزیر اکبرخان در مقام سردار و فرمانده لشکر پدرش، در وقایع جنگ اول افغان و انگلیس نقش داشت.
او اولین بار زمانی مشهور شد که در نبرد جمرود در سال ۱۸۳۷ شخصاً رهبر سیک‌ها، ژنرال هری سینگ را کشته و سر از تنش جدا کرد. اکبر پس از آنکه پدرش، دوست‌محمد در سال ۱۸۴۰ به بریتانیا تسلیم شد، او به بخارا رفته و سپس در دامنه های هندوکش اقامت گزید. هدفش رهبری مقاومت در برابر بریتانیا بود و در کابل به عنوان شجاع ترین رهبران مقاومت شناخته می شد. ورود او به کابل در ۲۵ نوامبر ۱۸۴۱م/۴قوس ۱۲۲۰خ قیام را متحول کرد و او بود که مذاکرات برای خروج بریتانیا را رهبری کرد. ماه بعد، در جریان گفتگو در کنار رودخانه کابل، وی در دیدار با سِر ویلیام هى مک‌ناتن، دیپلمات ارشد انگلیسی، وی را با اسلحه کشت. و متعاقباً جلال آباد را آزاد کرد. بعد از شکست انگلیس وی به پایتخت، کابل برگشت و قدرتمندترین سردار افغانستان باقی ماند.  
محمداکبر سپس کابل را اماده پذیرفتن مجدد سلطنت پدرش، دوست محمد کرد و در حمل ۱۲۲۲خ/اپریل ۱۸۴۳م دوست‌محمد به کابل بازگشت. اما محمداکبر در دربار پدرش، محبوبیتی نداشت و به مخالفت با پدرش مشهور شد.
محمداکبر در پاییز ۱۸۴۶م/۱۲۲۵خ از سوی دوست‌محمد دستور یافت به جلال‌آباد برود و شورش مردم اشپان و ماماخیل را بخواباند. او به آنجا رفت و هم‌زمان با سرکوب حکومت سیک‌ها در پیشاور از سوی بریتانیا، تلاش کرد خود را آماده حمله و پس‌گرفتن آنجا کند ولی به تب مالت دچار شد و زمستان درگذشت. بنا بر برخی منابع او توسط دوست محمد مسموم شد که او را تهدیدی بالقوه برای حکومتش می‌دانست. محمد اکبرخان را پس از مرگ در مسجد کبود مزار شریف دفن کردند.

## یادمان‌ها
- منطقه وزیر اکبرخان در کابل[۴]
- بیمارستان وزیر اکبرخان در کابل[۵]